# Roger Bonnard
Pour les articles homonymes, voir Roger Bonnard (peintre) et Bonnard.
Jules Marie Louis Roger Bonnard dit Roger Bonnard, surnommé le "doyen Bonnard", né le 6 juillet 1878 à Marmande (Lot-et-Garonne) et mort le 18 janvier 1944 à Bordeaux (Gironde), est un juriste, professeur agrégé de droit et doyen de la faculté de droit de l'Université de Bordeaux pendant le Régime de Vichy jusqu’à sa mort. Spécialiste de droit public, il est controversé en raison de ses prises de position favorables au régime de Vichy.

## Biographie

### Formations
Roger Bonnard, né le 6 juillet 1878 à Marmande (Lot-et-Garonne) suit des études juridiques, notamment les cours de Léon Duguit à Bordeaux. Il est diplômé d'une licence en 1899 et il obtient son doctorat en sciences politiques et économiques le 14 janvier 1903. Il devient docteur ès sciences juridiques le 24 avril 1904. Il rédige deux thèses, sous la direction de Léon Duguit, De la répression disciplinaire des fautes commises par les fonctionnaires publics publiée[réf. nécessaire] en 1903 et Des contraventions de grande voirie publiée[réf. nécessaire] en 1904.

### Parcours professionnel
Bonnard est chargé de cours à l'université de Rennes pendant 12 ans.[réf. nécessaire] En 1910, il est reçu à l’agrégation de droit public après avoir échoué en 1906 et 1908. Il devient alors professeur de droit constitutionnel. De 1922 à 1944, il occupe une chaire de droit administratif à l'Université de Bordeaux. Les différentes éditions de ses Précis élémentaire de droit public et Précis élémentaire de droit administratif (dont les premières éditions paraissent respectivement en 1925 et 1926) apportent à Bonnard la reconnaissance de ses pairs. Il fait partie du Conseil de l’Université en 1935.
En 1929, il devient membre de l’Institut international de droit public à Paris.
En 1935, Roger Bonnard devient codirecteur de la Revue du droit public à la demande de Gaston Jèze.
Entre 1937 et 1938, Roger Bonnard est membre du jury du concours d’agrégation de droit public et élu au conseil supérieur de l’Instruction publique.
En 1939, Roger Bonnard devient codirecteur de la Revue internationale de théorie du droit, aux côtés de Hans Kelsen et de Zaccaria Giacometti. Durant l'occupation, il continue à diriger cette revue ; elle est alors largement orientée en faveur du régime en place.[réf. nécessaire]
Entre 1939 et 1940, il est assesseur du doyen de l'université qui est à ce moment-là Henri Vizioz.[réf. nécessaire]
À compter du second numéro de la Revue du droit public de l'année 1940, Bonnard devint seul directeur de la Revue. En 1943, Gaston Jèze redevient codirecteur de la Revue.
Le 28 septembre 1940, il est nommé doyen de l’Université de Bordeaux. Il occupe cette fonction jusqu’à sa mort en 1944.

### Activité militaire
Pendant la Première Guerre Mondiale, il est officier du 130e régiment d’infanterie. Il est décoré en 1921 de la Croix de guerre et de la Légion d'honneur.[pertinence contestée]

### Doyen sous l'occupation
Le 28 septembre 1940, il est nommé doyen de l’Université de Bordeaux.
Le  4 novembre 1941, il prononce une allocution de rentrée qui illustre un engagement politique en faveur du Régime de Vichy,. Il cherche à restructurer la vie politique et sociale de l’université. Il rejette l’égalitarisme promu par les idéaux révolutionnaires et républicains, au nom des valeurs et des principes de la Révolution nationale promus par le Maréchal Pétain.
En 1942, Roger Bonnard préside le jury du concours d'agrégation. Roger Bonnard meurt le 18 janvier 1944 à Bordeaux, des suites de l'éprouvante présidence du concours d'agrégation.

#### Les Amis du Maréchal
Roger Bonnard ainsi que son assesseur Henri Vizioz et les doyens des universités de Bordeaux (Médecine et Science) adhèrent au groupe des "Amis du Maréchal", créé en 1941, qui soutient les idées du Maréchal et son idée de "Révolution nationale".

## Prises de position politiques et scientifiques
Les travaux de Roger Bonnard portent notamment sur le droit constitutionnel, le droit administratif, la théorie du droit et le droit comparé. Roger Bonnard fait partie de l'École du service public. D'après Roger Bonnard, il existe un pouvoir discrétionnaire de l'administration.

### Conception du droit
Roger Bonnard se rattache au courant du "positivisme sociologique". Il défend une conception du droit, en termes de "droit naturel social". Pour lui, les normes juridiques ont pour origine des faits sociaux contingents, dont le droit positif est la concrétisation. Ce droit d'origine sociale est garant de la solidarité au sein de la société.

### Prises de position favorables au régime de Vichy
Lors de son allocution, en qualité de doyen, du 4 novembre 1941, Bonnard se montre hostile aux Républiques et à la Révolution, qu'il considère comme illégitime. Il se montre favorable à un régime autoritaire et ouvertement défavorable à la démocratie et à la séparation des pouvoirs. Selon l'historien Hubert Bonin, Bonnard se montre "Mac Mahonien", partisan de la République autoritaire des années 1873-1877, ou alors "boulangiste", si l'on pense que le général Georges Boulanger était quelque peu l'ancêtre de Pétain en tant que "sauveur" et "glorieux sabre". Bonnard est en outre favorable au corporatisme et critique de l'individualisme, hérité de la Révolution française. Selon le juriste Bernard Noyer, Bonnard n'était toutefois pas antisémite. L'historien Guillaume Mouralis estime, quant à lui, qu'un passage de la 4e édition du Précis de droit administratif, estimant que l'exclusion des Juifs de la fonction publique découle du principe d'égalité, est antisémite.

### Étude du droit public national-socialiste
L'analyse de Roger Bonnard se limite à démontrer l'incohérence interne du système nazi, sans remettre en cause les principes qu'il présuppose. Cette analyse se base sur le postulat que la doctrine juridique nazie a un objectif de cohérence. Pour Bonnard, le nazisme adopte une définition raciale du peuple, alors que dans un État de droit, le peuple est défini par le droit, grâce à la fixation des règles d'accès à la citoyenneté. Pour Bonnard, cette conception raciale du peuple a évolué au fil de l'évolution de la doctrine nazie : d'abord, explique-t-il dans la première édition de Le droit et l'Etat dans la doctrine nationale-socialiste, le peuple allemand fut considéré comme formant une race unique ; Bonnard est cependant revenu sur cette conception, dans la seconde édition de Le droit et l'Etat dans la doctrine nationale-socialiste, affirmant que dans la conception primitive de la doctrine nazie, le peuple allemand n'est pas considéré comme une race unique, mais cette doctrine a pour objet la protection de ce qui subsiste de la race aryenne dans ledit peuple ; ensuite, le peuple fut considéré comme un mélange de races apparentées. Selon Bonnard, cette définition raciale du peuple permet de justifier une politique expansionniste : pour les "fractions détachées de la Volksgemeinschaft [la communauté raciale] allemande, il faudra non seulement assurer leur protection dans l'État étranger, mais encore les rattacher au Reich par annexion du territoire qu'ils occupent, dans la mesure où cela est pratiquement possible. Dans ce cas, l'annexion est fondée juridiquement.", Roger Bonnard affirme qu'il y a une contradiction entre le postulat, suivant lequel il existe une inégalité biologique des races et sa mise en pratique, à travers les lois de Nuremberg de 1935, dans laquelle des personnes ayant une ascendance juive ne sont pas considérées comme juives . Cette incohérence, ainsi que le caractère indémontrable du postulat déterministe, sur lequel repose la doctrine raciste nazie, amène Bonnard à lui dénier un caractère scientifique. Bonnard est amené à opérer une distinction entre un racisme biologique et racisme sociologique (qui serait celui mis en pratique, dans les lois de Nuremberg) ; selon l'historien Guillaume Mouralis, Roger Bonnard valorise ce racisme sociologique. Il est conduit à affirmer que le racisme allemand ne "contient vraiment qu'une règle positive : l'exclusion de la race juive",. En outre, Bonnard critique le dogme nazi de l'inégalité raciale, qui, selon lui, ne repose que sur un jugement de valeur. Il estime cependant qu'il existe des races humaines distinctes. Bonnard  affirme que, dans le droit public nazi, les droits subjectifs des individus sont niés, parce qu'ils ne sont plus conçus que comme des membres de la communauté tenus de servir ses intérêts-malgré, selon Bonnard, une tentative, finalement abandonnée, d'établir une théorie nazie du droit subjectif ; pour Bonnard, cette conception antiindividualiste, qu'il considère comme étant d'inspiration duguiste et qu'il récuse, est la principale différence entre le régime national-socialiste et les démocraties libérales ; suivant Bonnard, cette conception de l'individu est à l'origine de l'effacement de la distinction entre droit public et droit privé. Si l'on en suit Bonnard, dans le droit nazi, le droit n'a pas pour fin la justice, mais seulement ce qui est utile à la communauté ; le droit n'est alors que la traduction juridique de l'organisation sociale, adoptée par la communauté, en fait ; il "se modèle sur les formes de la vie sociale réelle",. Pour Bonnard, il n'est pas, dans la conception nazie, contenu dans la loi, mais extérieur et antérieur à cette dernière. Selon Bonnard, dans le régime nazi, le Führer a un pouvoir personnel, légitimé par le fait qu'il est le seul à connaître ce qu'est le droit, bon pour la communauté. Pour Bonnard, le Führer exerce un pouvoir inconditionné et insusceptible d'opposition. L'exercice du pouvoir du Führer est, suivant Bonnard, déconcentré. Bonnard affirme que le juge n'a plus pour rôle, dans le système nazi, de protéger les individus, mais de protéger les règles que la communauté se donne. Suivant Roger Bonnard, la conception nazie de la loi, qui exprime un droit extérieur et antérieur à elle est exclusive de tout positivisme. Il affirme que la conception nazie n'est pas non plus une conception jusnaturaliste, le Führer faisant, dans une certaine mesure, œuvre créatrice. Ces développements amènent Roger Bonnard à affirmer que l'État nazi "donne au mot État de droit son vrai sens, soit État soumis au droit et non État soumis à la loi", : en effet, selon Bonnard, même le législateur (le Führer) est limité, puisqu'il ne peut qu'exprimer le droit d'origine populaire. Bonnard affirme que dans le système nazi, "l'individu reste "aussi libre qu'avant". En suivant le Führer, les individus n'obéissent qu'à eux-mêmes, parce que l'activité du Führer est commandée par cet esprit du peuple auquel participent tous les individus",. La doctoresse en droit Sophie Schulze relève que Bonnard, bien que conscient que les développements auxquels il se livre repose sur des fictions, les présente comme objectifs et rationnels.

### Conception de l'État
Bonnard s'oppose à ce qu'il appelle le "néo-individualisme", c'est-à-dire une conception dans laquelle l'État a une volonté et dans laquelle sa volonté est créatrice de normes juridiques. À cette conception anthropomorphique de l'État, Bonnard oppose, dans une perspective duguiste, une conception où la société est à l'origine de la règle juridique.

### Théorie du droit subjectif
Pour Bonnard, l'idée de droits subjectifs naturels des individus, limitant l'État, prend ses racines dans l'individualisme, doctrine née dans la philosophie politique du XVIIIe siècle. Bonnard conçoit le droit subjectif comme "le pouvoir d'exiger de quelqu'un, en vertu d'une règle de droit objectif, quelque chose à laquelle on a intérêt, sous la sanction d'une action en justice",. Bonnard pense donc qu'un État de droit qui n'est pas libéral est envisageable, dans la mesure où le droit objectif peut ne pas prévoir une protection suffisante des libertés individuelles, via le mécanisme du droit subjectif. Pour Bonnard, le droit subjectif doit être distingué de la liberté, "pur fait pour un individu de pouvoir agir ou s'abstenir",, qui, contrairement au droit subjectif, ne suppose pas de relations interpersonnelles.
Bonnard défend la théorie des droits publics subjectifs de l'administré, dans laquelle l'administré dispose de droits opposables à l'administration, dont le juge administratif est le garant ; selon l'administrativiste Norbert Foulquier, pour Bonnard, les administrés sont, en quelque sorte, créanciers d'obligations, dont l'État est débiteur.

## Postérité
Roger Bonnard bénéficie de plusieurs hommages de la part du corps enseignant à sa mort. Maurice Duverger, étudiant protégé de Bonnard, qui avit rédigé àsa demande les articles sur « la situation des fonctionnaires depuis la Révolution de 1940 », publiés dans la Revue du Droit public et de la Science politique de 1941, rédige un article élogieux :  « L’œuvre et la doctrine de Roger Bonnard » en 1944. Une plaquette Hommage au professeur Bonnard est publiée par l’université la même année.
En 1984, Bernard Noyer, avocat bordelais rédige une thèse intitulée Essai sur la contribution du doyen Bonnard au droit public français : étude d'une étape de la participation de l'école de Bordeaux à la construction de l'État de droit, à la demande de Jean-Mary Auby, doyen de l'université entre 1968-1970.

### Polémique

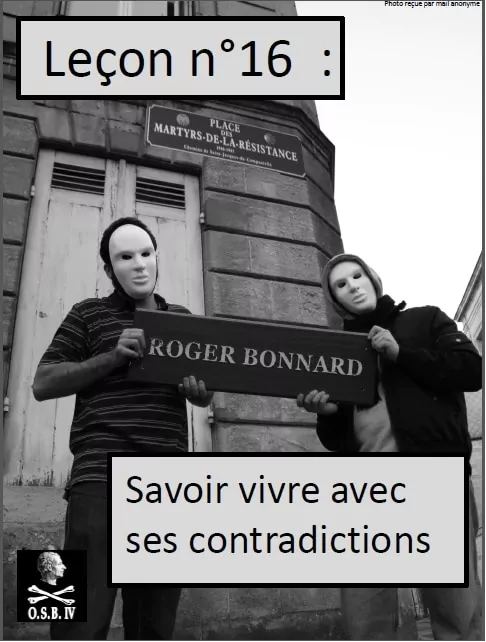
Les militants de l’OSB IV après avoir décroché la plaque de l’amphithéâtre, en 2006, (DR).

Au milieu des années 1960, un amphithéâtre est baptisé à son nom, en raison de son apport considérable à l’université.
En 1997, un débat est lancé autour de la débaptisation de l'amphithéâtre de 300 places “Roger Bonnard” de l’Université de Bordeaux, par les étudiants du syndicat Unef-ID, la ville de Bordeaux étant plongée dans le procès de Maurice Papon. L’association étudiante Organisation socio-culturelle Bordeaux IV (OSB) remet le sujet au centre du débat en 2006. L'avocat bordelais Bernard Noyer, auteur d'une thèse sur Roger Bonnard prend la défense du juriste, appuyant sur l'importante contribution de Roger Bonnard au droit moderne

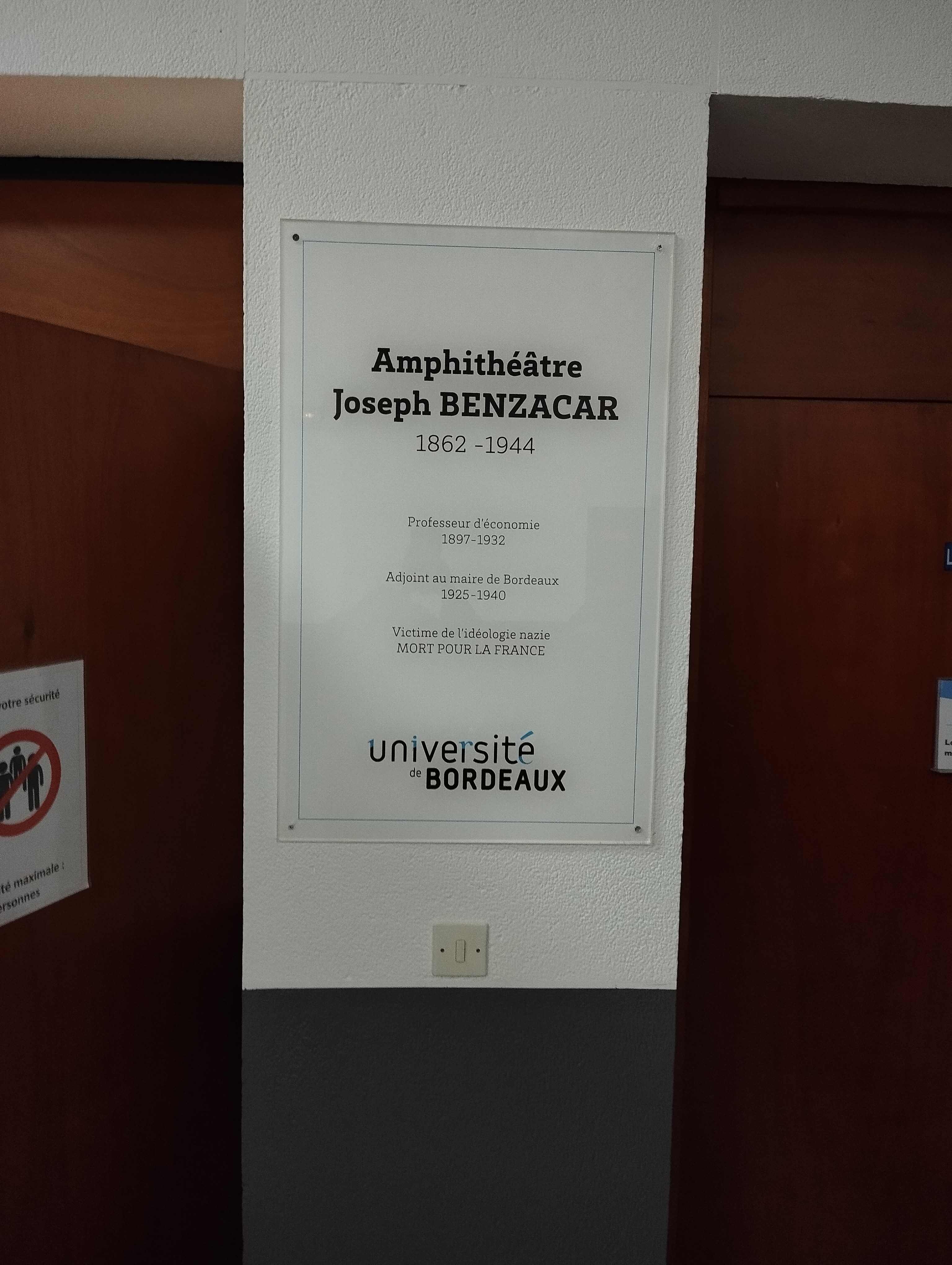
Plaque à l'entrée de l'amphithéâtre Joseph Benzacar (ex- amphithéâtre Roger Bonnard), Université de Droit de Bordeaux.

En 2013, une commission est mise en place pour analyser la possibilité de débaptiser l'amphithéâtre, mais la décision est repoussée à plusieurs reprises.
En 2017, il est décidé de retirer le nom "Roger Bonnard" de l’amphithéâtre, rebaptisé en Joseph Benzacar, nom d’un professeur de droit et de sciences économiques à l’université de Bordeaux entre 1897-1932, mort en déportation à Auschwitz en 1944.

## Publications
- De la répression des fautes commises par les fonctionnaires publics, thèse Bordeaux, 1903 (lire en ligne )
- Des contraventions de grande voirie, thèse Bordeaux, 1904
- De la Responsabilité civile des personnes publiques et de leurs agents en Angleterre, aux États-Unis et en Allemagne (étude de droit public étranger), Paris : M. Giard et E. Brière, 1914 (lire en ligne ).
- Précis élémentaire de droit public, Paris : libr. de la Société du Recueil Sirey (Léon Tenin, directeur), 1925 (lire en ligne ) (2e éd. : 1932 ; 3e éd., sous le titre définitif de Précis de droit public : 1934, lire en ligne  ; 4e éd. : 1937 ; 5e éd. : 1939, lire en ligne  ; 6e éd. : 1944, lire en ligne )
- Précis élémentaire de droit administratif, Sirey, 1926 (lire en ligne ) (2e éd., sous le titre définitif de Précis de droit administratif : 1935 ; 3e éd. : 1940 ; 4e éd. : 1943, lire en ligne )
- Les règlements des assemblées législatives de la France depuis 1789. (Notices historiques et textes.) (1926), Bordeaux, impr. J. Bière, 22, rue du Peugue ; Paris, Société anonyme du “Recueil Sirey”, 22, rue Soufflot. (Léon Tenin, directeur de la librairie.), 1926.
- La Réforme des taxes locales, Laval, impr. Barnéoud ; Paris, Marcel Giard, libr.-éditeur, 1927.
- A la mémoire de Léon Duguit, 1859-1928, doyen de la Faculté de droit de l'Université de Bordeaux, 1919-1928. [Discours de M. M. Dumas, Ferron, Charles Cazalet, Adolphe Cauderon, Thomé et Notice de Roger Bonnard.] (1929), Roger Bonnard, Bordeaux : Impr. de Cadoret, 1929.
- Léon Duguit, ses œuvres, sa doctrine, Laval : Impr. Barnéoud ; Paris : Marcel Giard, libr.-éditeur, 1929.
- Supplément au Précis élémentaire de droit public, Bordeaux : impr. de Cadoret, 1930.
- Supplément au Précis élémentaire de droit administratif (1930), Bordeaux, impr. J. Bière ; Paris, Libr. du 'Recueil Sirey' , 1930.
- La réforme des centimes additionnels, Paris : Marcel Giard, libr.-éditeur, 1931.
- Les droits publics subjectifs des administrés, Paris : Marcel Giard, libr.-éd. , 1932.
- Le contrôle juridictionnel de l'administration. Étude de droit comparé, Delagrave, 1934 (rééd. Dalloz, 2005)
- Le droit et l'État dans la doctrine nationale-socialiste, Sirey, 1936 (2de éd. : 1939, lire en ligne )
- Syndicalisme, corporatisme et État corporatif, Laval, impr. Barnéoud ; Paris, R. Pichon et R. Durand-Auzias, Librairie générale de droit et de jurisprudence, 1937 (lire en ligne )
- Supplément au précis de droit public, décembre 1938. Les décrets lois du 12 novembre 1938, Paris, Librairie du Recueil Sirey, 1939.
- La Guerre de 1939-1940 et le droit public, Paris, R. Pichon et R. Durand-Auzias, Librairie générale de droit et de jurisprudence, 1940 (lire en ligne )
- La reconstruction de la France, Paris : R. Pichon et R. Durand-Auzias, 1941.
- Les Actes constitutionnels de 1940, Paris : R. Pichon et R. Durand-Auzias, Librairie générale de droit et de jurisprudence, 1942 ((lire en ligne )